# Peter III (mèo)
Peter III là một chú mèo từng đảm nhiệm chức vụ Trưởng quan Bắt Chuột tại Văn phòng Nội các từ tháng 8 năm 1947 đến tháng 3 năm 1964.

## Lịch sử
Peter III trở thành Trưởng quan Bắt Chuột vào tháng 8 năm 1947, sau cái chết của Peter II, chú mèo bị ô tô đâm trước đó.
Peter III thu hút sự chú ý rộng rãi của công chúng sau khi xuất hiện trên BBC vào năm 1958. Tình cảm công khai này dường như đã lan rộng ra bên ngoài Vương quốc Anh, với việc Peter có một "lực lượng người hâm mộ" lớn ở cả Ý và Hoa Kỳ.
Chú mèo vẫn giữ chức Trưởng quan cho đến tháng 3 năm 1964, dưới thời năm Thủ tướng (Clement Attlee, Winston Churchill, Anthony Eden, Harold Macmillan và Alec Douglas-Home). Chú mèo qua đời vào ngày 9 tháng 3 năm 1964, sau khi bị nhiễm trùng gan, và được Peta kế nhiệm. Peter III được chôn cất vào tháng 4 năm 1964.